# The Road (2009)
The Road is een Amerikaanse film uit 2009 van de Amerikaanse regisseur John Hillcoat. De film is gebaseerd op het boek The Road van Cormac McCarthy, uitgebracht in 2007.

## Verhaal
Het verhaal is de reis van een vader en zijn jonge zoon (namen worden niet gegeven) door een post-apocalyptisch landschap. Het meeste van onze beschaafde wereld is vernietigd en de mensen die nog overgebleven zijn, doen aan kannibalisme en rooftochten. De vader beseft dat ze de winter niet zullen overleven als ze op dezelfde plaats blijven, dus beginnen ze hun reis richting de zee. Het enige dat de vader en zoon nog hebben is een karretje met wat spullen. Er is echter nog een probleem, want de man hoest bloed op en is stervende. Toch probeert hij zijn zoontje te beschermen en te voorzien van eten. De man herhaalt vaak dat zij de ‘goeden’ zijn en dat ze het vuur dragen. Dit om zijn zoontje gerust te stellen. Op hun reis zien ze veel gruwelen, zoals het roosteren van een kind aan het spit en gevangenen die zitten te wachten om opgegeten te worden. Ze bereiken de zee, maar kunnen daar niets doen. Ze willen terug landinwaarts trekken, maar de man sterft. De jongen waakt voor enkele dagen bij het doodsbed van z’n vader. Op de derde dag verschijnt er een man met z’n vrouw en twee kinderen en overtuigt de jongen dat hij ook een ‘goede’ is. Deze man neemt de jongen in bescherming.

## Rolverdeling
Alle personages die in de aftiteling worden vermeld worden ook hier vermeld. Opvallend is dat er geen namen worden genoemd van de personages.
- Viggo Mortensen - Man
- Kodi Smit-McPhee - Jongen
- Robert Duvall - Oude man
- Charlize Theron - Vrouw
- Michael K. Williams - Dief
- Guy Pearce - Veteraan
- Garret Dillahunt - Gangster
- Molly Parker - Vrouw
- Bob Jennings - Bebaarde man
- Buddy Sosthand - Boogschutter
- Agnes Herrmann - Boogschutters vrouw
- Kirk Brown - Bebaarde man
- Jack Erdie - Bebaarde man
- David August Lindauer - Man op matras
- Gina Preciado - Welgevoede vrouw
- Mary Rawson - Welgevoede vrouw

## Productie
De Amerikaanse lancering werd verschoven van 26 november 2008 naar 16 oktober 2009, voor de postproductie van de film. De première van 2009 werd wederom verschoven, ditmaal naar 25 november 2009, om de film mee te kunnen laten doen aan de competitie van de Oscars. Maar de film leverde uiteindelijk zelfs geen nominatie op.